# Breidtinden
Breidtinden (en sami septentrional: Reaiddaidčohkka) es la montaña más alta de la isla de Senja en Troms, Noruega. Se localiza en el noreste del municipio de Berg, al sudeste del Mefjorden y al suroeste de Mefjordbotn. Senjahopen está a 10 km al noroeste del monte. El lago Svartholvatnet se localiza a lo largo de la base suroeste.